# Dieidolycus leptodermatus
Dieidolycus leptodermatus är en fiskart som beskrevs av Anderson, 1988. Dieidolycus leptodermatus ingår i släktet Dieidolycus och familjen tånglakefiskar. Inga underarter finns listade i Catalogue of Life.